# Symphyotrichum puniceum
Aster ponceau
Espèce
Synonymes
- Aster amoenus Lam.[1]
- Aster blandus Pursh[1]
- Aster calderi B.Boivin[1]
- Aster hispidus Lam.[1]
- Aster lucidus Wender.[1]
- Aster obliquus DC.[1]
- Aster puniceus L.[1]
- Aster rigidulus Desf.[1]
- Aster salicifolius f. obliquus (Nees) Voss[1]
- Aster virgatus Nees[1]
- Symphyotrichum puniceum var. calderi (B.Boivin) G.L.Nesom[1]

Symphyotrichum puniceum, communément appelé Aster ponceau, est une espèce de plantes à fleurs de la famille des Asteraceae.

## Liste des variétés
Selon Tropicos (2 mars 2022) (liste brute contenant possiblement des synonymes) :
- variété Symphyotrichum puniceum var. calderi (B. Boivin) G.L. Nesom
- variété Symphyotrichum puniceum var. puniceum
- variété Symphyotrichum puniceum var. scabricaule (Shinners) G.L. Nesom